# Giải đua xe Công thức 1 2023
Giải đua xe Công thức 1 2023 là mùa giải Công thức 1 thứ 74 do Liên đoàn Ô tô Quốc tế (FIA) tổ chức. Giải đua này được tổ chức tại 22 chặng đua trên khắp thế giới và bắt đầu vào tháng 3 và kết thúc vào tháng 11. Trong suốt mùa giải này, các tay đua và đội đua tham gia sẽ lần lượt tranh giành chức vô địch hạng mục tay đua và hạng mục đội đua.
Max Verstappen giành chức vô địch hạng mục tay đua của mùa giải này sau khi về nhì tại cuộc đua sprint của giải đua ô tô Công thức 1 Qatar 2023. Anh chính thức vô địch lần thứ ba liên tiếp trong sự nghiệp của mình. Red Bull Racing giành chức vô địch hạng mục đội đua lần thứ hai liên tiếp cũng như lần thứ sáu của đội sau khi Verstappen giành chiến thắng tại giải đua ô tô Công thức 1 Nhật Bản 2023.

## Các tay đua và đội đua
Các đội và tay đua sau đây đều tham gia giải đua xe Công thức 1 2023 và tất cả các đội thi đấu đều sử dụng lốp xe do Pirelli cung cấp. Các đội đua sau đây được sắp xếp theo thứ tự của bảng xếp hạng các đội đua năm 2022.
| Đội đua                                | Xe đua                            | Động cơ                        | Hãng lốp | Số xe | Tay đua          | Số chặng đua đã tham gia | Tay đua dự bị/ lái thử                                                                                   |
| -------------------------------------- | --------------------------------- | ------------------------------ | -------- | ----- | ---------------- | ------------------------ | --- |
| Oracle Red Bull Racing                 | Red Bull Racing RB19              | Honda RBPTH001                 | P        | 1     | Max Verstappen   | 1-22                     | Daniel Ricciardo Liam Lawson Dennis Hauger Zane Maloney Jake Dennis Isack Hadjar                         |
| Oracle Red Bull Racing                 | Red Bull Racing RB19              | Honda RBPTH001                 | P        | 11    | Sergio Pérez     | 1-22                     | Daniel Ricciardo Liam Lawson Dennis Hauger Zane Maloney Jake Dennis Isack Hadjar                         |
| Scuderia Ferrari                       | Ferrari SF-23                     | Ferrari 066/10                 | P        | 16    | Charles Leclerc  | 1-22                     | Antonio Giovinazzi Robert Schwartzman                                                                    |
| Scuderia Ferrari                       | Ferrari SF-23                     | Ferrari 066/10                 | P        | 55    | Carlos Sainz Jr. | 1-22                     | Antonio Giovinazzi Robert Schwartzman                                                                    |
| Mercedes-AMG Petronas Formula One Team | Mercedes-AMG F1 W14 E Performance | Mercedes-AMG M14 E Performance | P        | 44    | Lewis Hamilton   | 1-22                     | Mick Schumacher Frederik Vesti                                                                           |
| Mercedes-AMG Petronas Formula One Team | Mercedes-AMG F1 W14 E Performance | Mercedes-AMG M14 E Performance | P        | 63    | George Russell   | 1-22                     | Mick Schumacher Frederik Vesti                                                                           |
| BWT Alpine F1 Team                     | Alpine A523                       | Renault E-Tech RE23            | P        | 10    | Pierre Gasly     | 1-22                     | Jack Doohan                                                                                              |
| BWT Alpine F1 Team                     | Alpine A523                       | Renault E-Tech RE23            | P        | 31    | Esteban Ocon     | 1-22                     | Jack Doohan                                                                                              |
| McLaren Formula 1 Team                 | McLaren MCL60                     | Mercedes-AMG M14 E Performance | P        | 4     | Lando Norris     | 1-22                     | Álex Palou Mick Schumacher Felipe Drugovich Stoffel Vandoorne Will Stevens Oliver Turvey Patricio O'Ward |
| McLaren Formula 1 Team                 | McLaren MCL60                     | Mercedes-AMG M14 E Performance | P        | 81    | Oscar Piastri    | 1-22                     | Álex Palou Mick Schumacher Felipe Drugovich Stoffel Vandoorne Will Stevens Oliver Turvey Patricio O'Ward |
| Alfa Romeo F1 Team Stake               | Alfa Romeo C43                    | Ferrari 066/10                 | P        | 24    | Chu Quán Vũ      | 1-22                     | Théo Pourchaire                                                                                          |
| Alfa Romeo F1 Team Stake               | Alfa Romeo C43                    | Ferrari 066/10                 | P        | 77    | Valtteri Bottas  | 1-22                     | Théo Pourchaire                                                                                          |
| Aston Martin Aramco Cognizant F1 Team  | Aston Martin AMR23                | Mercedes-AMG M14 E Performance | P        | 14    | Fernando Alonso  | 1-22                     | Felipe Drugovich Stoffel Vandoorne                                                                       |
| Aston Martin Aramco Cognizant F1 Team  | Aston Martin AMR23                | Mercedes-AMG M14 E Performance | P        | 18    | Lance Stroll     | 1-22                     | Felipe Drugovich Stoffel Vandoorne                                                                       |
| MoneyGram Haas F1 Team                 | Haas VF-23                        | Ferrari 066/10                 | P        | 20    | Kevin Magnussen  | 1-22                     | Pietro Fittipaldi Oliver Bearman                                                                         |
| MoneyGram Haas F1 Team                 | Haas VF-23                        | Ferrari 066/10                 | P        | 27    | Nico Hülkenberg  | 1-22                     | Pietro Fittipaldi Oliver Bearman                                                                         |
| Scuderia AlphaTauri ORLEN              | AlphaTauri AT04                   | Honda RBPTH001                 | P        | 21    | Nyck de Vries    | 1-10                     | Liam Lawson Dennis Hauger Zane Maloney Isack Hadjar                                                      |
| Scuderia AlphaTauri ORLEN              | AlphaTauri AT04                   | Honda RBPTH001                 | P        | 3     | Daniel Ricciardo | 11-13, 18-22             | Liam Lawson Dennis Hauger Zane Maloney Isack Hadjar                                                      |
| Scuderia AlphaTauri ORLEN              | AlphaTauri AT04                   | Honda RBPTH001                 | P        | 40    | Liam Lawson      | 13-17                    | Liam Lawson Dennis Hauger Zane Maloney Isack Hadjar                                                      |
| Scuderia AlphaTauri ORLEN              | AlphaTauri AT04                   | Honda RBPTH001                 | P        | 22    | Tsunoda Yuki     | 1-22                     | Liam Lawson Dennis Hauger Zane Maloney Isack Hadjar                                                      |
| Williams Racing                        | Williams FW45                     | Mercedes-AMG M14 E Performance | P        | 2     | Logan Sargeant   | 1-22                     | Zack O'Sullivan Franco Colapinto                                                                         |
| Williams Racing                        | Williams FW45                     | Mercedes-AMG M14 E Performance | P        | 23    | Alexander Albon  | 1-22                     | Zack O'Sullivan Franco Colapinto                                                                         |

### Thay đổi đội đua và nhà cung cấp động cơ
Honda trở lại với tư cách là nhà cung cấp động cơ cho Red Bull Racing và AlphaTauri với động cơ của cả hai đội được ký hiệu là Honda RBPT. Mặc dù Red Bull Powertrains đã lên kế hoạch đảm nhận việc lắp ráp và bảo trì động cơ từ năm 2023 trở đi, nhưng sau đó Honda đã đồng ý rằng họ sẽ tiếp tục hỗ trợ kỹ thuật cho Red Bull Racing và AlphaTauri cho đến cuối năm 2025.

### Thay đổi tay đua
Sebastian Vettel tuyên bố giải nghệ sau mùa giải 2022 và anh chính thức kết thúc sự nghiệp Công thức 1 của anh sau 16 mùa giải. Chỗ đua của anh tại Aston Martin được tiếp quản bởi Fernando Alonso, người rời Alpine sau hai mùa giải.
Alpine ban đầu đề cử tay đua dự bị Oscar Piastri làm người kế nhiệm Alonso, nhưng Piastri phủ nhận thông báo này và nhấn mạnh rằng anh không đua cho Alpine vào năm 2023. Thay vào đó, Piastri chuyển đến McLaren để thay thế Daniel Ricciardo mặc dù Ricciardo có hợp đồng hợp lệ đến năm 2023 nhưng hợp đồng đó đã được chấm dứt tại giải đua ô tô Công thức 1 Bỉ 2022. Ricciardo quay trở lại Red Bull Racing với tư cách là tay đua dự bị và lái thử. Pierre Gasly chuyển sang Alpine bất chấp hợp đồng của anh tại AlphaTauri để thay thế Alonso. Gasly sau đó được thay thế bởi Nyck de Vries, người đã ra mắt tại Công thức 1 cho Williams tại giải đua ô tô Công thức 1 Ý 2022.
Nicholas Latifi rời Williams sau ba mùa giải sau khi hợp đồng của anh không được gia hạn. Chỗ đua của anh được tiếp quản bởi Logan Sargeant, người đã ra mắt tại Công thức 1 sau khi tham gia tại Công thức 2. Sargeant trở thành tay đua Công thức 1 người Hoa Kỳ đầu tiên kể từ Alexander Rossi vào năm 2015 tại Marussia và là người đầu tiên thi đấu với tư cách là tay đua chính kể từ Scott Speed vào năm 2006 với Toro Rosso. Mick Schumacher rời Haas sau hai mùa giải và chỗ đua của anh được tiếp quản bởi Nico Hülkenberg. Schumacher sau đó chuyển đến Mercedes với tư cách là tay đua lái thử và dự bị. Hợp đồng của anh với Học viện Tay đua Ferrari trước đó đã bị chấm dứt.

#### Thay đổi tay đua giữa mùa
Sau giải đua ô tô Công thức 1 Anh, Nyck de Vries bị AlphaTauri sa thải vì thành tích kém trong mười chặng đua đầu tiên của mùa giải. De Vries chính thức được thay thế bởi Daniel Ricciardo kể từ giải đua ô tô Công thức 1 Hungary cho đến hết mùa giải. Ricciardo đã từng đua với đội từ năm 2012 đến 2013, trong khi đội còn tham gia với tên gọi là Toro Rosso.
Liam Lawson, tay đua dự bị của Red Bull Racing và AlphaTauri, đã chính thức ra mắt Công thức 1 tại giải đua ô tô Công thức 1 Hà Lan để thay thế Ricciardo sau khi Ricciardo bị gãy xương bàn tay trái trong một vụ va chạm ở buổi tập thứ hai. Anh cũng thay thế Ricciardo tại các chặng đua ở Ý, Singapore, Nhật Bản và Qatar. Ricciardo quay trở lại chỗ đua của mình tại giải đua ô tô Công thức 1 Hoa Kỳ sau khi bình phục chấn thương của mình.
Lance Stroll đã rút lui khỏi giải đua ô tô Công thức 1 Singapore sau vụ va chạm của anh ở vòng phân hạng.

## Lịch đua

Màu xanh lá cây là các quốc gia có tổ chức chặng đua. Màu xám đậm là các quốc gia có chặng đua bị hủy.

Lịch đua của Giải đua xe Công thức 1 2023 bao gồm 22 chặng đua.
| Stt | Chặng đua                                  | Trường đua                                             | Ngày        |
| --- | ------------------------------------------ | ------------------------------------------------------ | ----------- |
| 1   | Giải đua ô tô Công thức 1 Bahrain          | Trường đua Bahrain International, Sakhir               | 5 tháng 3   |
| 2   | Giải đua ô tô Công thức 1 Ả Rập Xê Út      | Trường đua Jeddah Corniche, Jeddah                     | 19 tháng 3  |
| 3   | Giải đua ô tô Công thức 1 Úc               | Trường đua Albert Park, Melbourne                      | 2 tháng 4   |
| 4   | Giải đua ô tô Công thức 1 Azerbaijan       | Trường đua Thành phố Baku, Baku                        | 30 tháng 4  |
| 5   | Giải đua ô tô Công thức 1 Miami            | Trường đua Miami International, Miami Gardens, Florida | 7 tháng 5   |
| 6   | Giải đua ô tô Công thức 1 Monaco           | Trường đua Monaco, Monaco                              | 28 tháng 5  |
| 7   | Giải đua ô tô Công thức 1 Tây Ban Nha      | Trường đua Barcelona-Catalunya, Montmeló               | 4 tháng 6   |
| 8   | Giải đua ô tô Công thức 1 Canada           | Trường đua Gilles Villeneuve, Montréal                 | 18 tháng 6  |
| 9   | Giải đua ô tô Công thức 1 Áo               | Trường đua Red Bull Ring, Spielberg                    | 2 tháng 7   |
| 10  | Giải đua ô tô Công thức 1 Anh              | Trường đua Silverstone, Silverstone                    | 9 tháng 7   |
| 11  | Giải đua ô tô Công thức 1 Hungary          | Hungaroring, Mogyoród                                  | 23 tháng 7  |
| 12  | Giải đua ô tô Công thức 1 Bỉ               | Trường đua Spa-Francorchamps, Stavelot                 | 30 tháng 7  |
| 13  | Giải đua ô tô Công thức 1 Hà Lan           | Trường đua Zandvoort, Zandvoort                        | 27 tháng 8  |
| 14  | Giải đua ô tô Công thức 1 Ý                | Trường đua Monza, Monza                                | 3 tháng 9   |
| 15  | Giải đua ô tô Công thức 1 Singapore        | Trường đua đường phố Marina Bay, Singapore             | 17 tháng 9  |
| 16  | Giải đua ô tô Công thức 1 Nhật Bản         | Trường đua Suzuka International, Suzuka                | 24 tháng 9  |
| 17  | Giải đua ô tô Công thức 1 Qatar            | Trường đua Losail International, Lusail                | 8 tháng 10  |
| 18  | Giải đua ô tô Công thức 1 Hoa Kỳ           | Trường đua Americas, Austin, Texas                     | 22 tháng 10 |
| 19  | Giải đua ô tô Công thức 1 Thành phố Mexico | Trường đua Anh em Rodríguez, Thành phố México          | 29 tháng 10 |
| 20  | Giải đua ô tô Công thức 1 São Paulo        | Trường đua José Carlos Pace, São Paulo                 | 5 tháng 11  |
| 21  | Giải đua ô tô Công thức 1 Las Vegas        | Trường đua Las Vegas, Las Vegas                        | 18 tháng 11 |
| 22  | Giải đua ô tô Công thức 1 Abu Dhabi        | Trường đua Yas Marina, Abu Dhabi                       | 26 tháng 11 |

### Thay đổi lịch đua
Giải đua ô tô Công thức 1 Qatar quay trở lại lịch sau khi được tổ chức lần đầu tiên vào năm 2021. Cùng với giải đua ô tô Công thức 1 Ả Rập Xê Út, cả hai chặng đua ban đầu được chuyển sang một trường đua được xây dựng theo kế hoạch nhưng cả hai chặng đua tiếp tục được tổ chức tại Lusail (giải đua ô tô Công thức 1 Qatar) và Jeddah (giải đua ô tô Công thức 1 Ả Rập Xê Út).
Giải đua ô tô Công thức 1 Las Vegas ra mắt lần đầu tiên và được dự kiến được tổ chức vào tháng 11 trên một đường đua mới ở Las Vegas. Lần cuối cùng một chặng đua Công thức 1 được tổ chức ở Las Vegas là giải đua ô tô Công thức 1 Caesars Palace 1982. Với điều này, ba cuộc đua Công thức 1 sẽ được tổ chức ở Hoa Kỳ trong cùng một mùa giải lần đầu tiên kể từ năm 1982.
Giải đua ô tô Công thức 1 Nga dự kiến nhận được hợp đồng để tiếp tục ở lại lịch đua cho năm 2023. Ban đầu, sự kiện này dự định được chuyển đến địa điểm thi đấu từ trường đua Sochi sang trường đua Igora Drive ở Novozhilovo (nằm cách Sankt-Peterburg khoảng 54 km). Tuy nhiên, sự kiện này đã bị chấm dứt hợp đồng do cuộc xâm lược Ukraina của Nga vào năm 2022.
Giải đua ô tô Công thức 1 Pháp không xuất hiện trên lịch năm 2023 mặc dù những người quảng bá chặng đua đã tuyên bố nhắm đến một thỏa thuận đua luân phiên bằng cách chia sẻ vị trí của nó với các chặng đua khác.
Giải đua ô tô Công thức 1 Trung Quốc ban đầu là một phần của lịch năm 2023 sau lần cuối cùng được tổ chức vào năm 2019 nhưng đã bị hủy bỏ năm thứ tư liên tiếp do những khó khăn liên tục do đại dịch COVID-19 ở Trung Quốc.
Giải đua ô tô Công thức 1 Emilia Romagna, dự kiến được tổ chức tại trường đua Imola với tư cách là chặng đua thứ sáu của giải đua xe Công thức 1 2023, đã bị hủy bỏ do đại lũ lụt tỉnh Emilia-Romagna do bão Minerva gây ra.

## Thay đổi quy định

### Quy định kỹ thuật

#### Giảm porpoising
Sau khi các tay đua phàn nàn nhiều lần vì porpoising trong chiếc xe đua của họ vào năm 2022, FIA đã đưa ra những thay đổi đối với các quy định để hạn chế việc porpoising quá mức. Do vậy, các phần sàn bên được nâng lên 15 mm và cổ của bộ khuếch tán cũng được nâng lên 10 mm. Thêm vào đó, độ cứng của cạnh bộ khuếch tán được tăng lên và một cảm biến bổ sung được lắp thêm vào theo yêu cầu để theo dõi hiện tượng porpoising một cách hiệu quả hơn. Thêm vào đó, các buổi kiểm tra độ lệch của sàn bên cũng trở nên nghiêm ngặt hơn.

#### Thiết kế ống bảo vệ
Sau vụ tai nạn của Chu Quán Vũ tại giải đua ô tô Công thức 1 Anh 2022, FIA bắt buộc ống bảo vệ phải có đỉnh tròn để giảm khả năng bị cắm sâu xuống mặt đất khi xảy ra tai nạn. Đồng thời, chiều cao tối thiểu cho điểm áp dụng thử nghiệm tương đồng cũng được thay đổi theo yêu cầu.

#### Kích thước gương
Kích thước của gương chiếu hậu được tăng lên từ 150 mm×50 mm lên 200 mm×60 mm nhằm cải thiện tầm nhìn phía sau.

#### Trọng lượng và nhiệt độ nhiên liệu
Trọng lượng cho phép của một chiếc xe được giảm từ 798 kg xuống còn 796 kg. Tuy nhiên, kế hoạch này đã bị hủy bỏ, chủ yếu là do sự ra đời của lốp Pirelli nặng hơn. Trọng lượng cho phép của bộ nguồn đã tăng từ 150 kg lên 151 kg. Nhiệt độ nhiên liệu tối thiểu đã được thay đổi thành 10°C, giảm từ 20°C vào năm 2022 hoặc thấp hơn 10°C so với nhiệt độ môi trường xung quanh khi ô tô đang vận hành bên ngoài khu vực gara được chỉ định.

### Quy định thể thao

#### Cuộc đua sprint
Cuộc đua sprint sẽ được tổ chức ở sáu chặng đua trong mùa giải này. Các cuộc đua này sẽ diễn ra tại các chặng đua ở Azerbaijan, Áo, Bỉ, Qatar, Hoa Kỳ và São Paulo. Thêm vào đó, các đoạn DRS của sáu chặng đua này sẽ được thay đổi trên các trường đua tương tự.
Thể thức cuối tuần mới cho các cuộc đua sprint được áp dụng và thể thức này thay thế thể thức cuối tuần được sử dụng vào năm 2021 và 2022. Thể thức này sẽ bao gồm một buổi tập duy nhất vào thứ Sáu, sau đó là vòng phân hạng để xác định vị trí cho cuộc đua chính vào Chủ Nhật. Vào thứ Bảy, một thể thức vòng phân hạng mới được gọi là "sprint shootout" sẽ được tổ chức để thay cho buổi tập thứ hai và xác định vị trí cho cuộc đua sprint. Thể loại sprint shootout mới diễn ra ngắn hơn so với vòng phân hạng thông thường: Phần đầu tiên (SQ1) sẽ điễn ra trong vòng 12 phút, phần thứ (SQ2) trong vòng 10 phút và phần thứ ba (SQ3) trong vòng 8 phút. Ngoài ra, sử dụng các bộ lốp mới là bắt buộc đối với mỗi phần, với lốp trung bình tại SQ1 và SQ2 và lốp mềm tại SQ3.
Các quy tắc về lốp cho sprint shootout đã được sửa đổi vào tại cuộc đua sprint thứ hai của mùa giải tại giải đua ô tô Công thức 1 Áo. Sự thay đổi này cho phép các tay đua và các đội đã vượt qua SQ3 (phần thứ ba của sprint shootout) sử dụng bất kỳ bộ lốp mềm nào, trong khi đó trước đây họ phải sử dụng bộ lốp mềm mới. Sự thay đổi được thực hiện sau khi Lando Norris không thể tham gia SQ3 tại giải đua ô tô Công thức 1 Azerbaijan do không còn bộ lốp mềm mới.

#### Điểm được thưởng cho các cuộc đua bị rút ngắn
Quy định thể thao năm 2022 chỉ quy định rằng các cuộc đua kết thúc sớm thông qua cờ đỏ sử dụng hệ thống tính điểm số điểm tăng dần dựa trên quãng đường đua đã hoàn thành. Điều này đã gây ra sự nhầm lẫn tại giải đua ô tô Công thức 1 Nhật Bản 2022 vì toàn bộ số điểm được trao mặc dù tất cả các tay đua chưa hoàn thành đến 75% của chiều dài dự kiến. Do vậy, quy định hiện đã được sửa đổi cho năm 2023: Tất cả các cuộc đua hoàn thành dưới 75% chiều dài dự kiến sẽ sử dụng hệ thống điểm giảm dần để xác định số điểm được trao, bất kể tay đua nào về đích trong điều kiện cờ đỏ hay xanh. Sự thay đổi quy tắc này đã thỏa mãn mục đích ban đầu của hệ thống điểm thang điểm dần khi nó được giới thiệu vào năm 2022.

#### Hạn chế thực hiện các động thái chính trị
Luật Thể thao Quốc tế (ISC) của Liên đoàn Ô tô Quốc tế (FIA) đã được cập nhật để kiểm soát chặt chẽ hơn đối với các tay đua và đội đua đưa ra các tuyên bố liên quan đến "chính trị, tôn giáo và cá nhân". Điều 12.2.1n được đưa ra quy định rằng các tài xế và đội phải được FIA cho phép trước khi tiến hành một tuyên bố chính trị và bất kỳ hành động chính trị nào mà không được phép sẽ bị coi là vi phạm các quy tắc trung lập của FIA. FIA cho biết việc cập nhật ISC đã được thực hiện để di chuyển nó phù hợp với các nguyên tắc đạo đức về tính trung lập chính trị do Ủy ban Olympic Quốc tế đưa ra, ủy ban đã chính thức công nhận FIA vào năm 2013 thông qua hiến chương Olympic.

#### Nới lỏng các quy định Covid-19
FIA đã thực hiện các bước tiếp theo để nới lỏng các giao thức an toàn COVID-19 được giới thiệu lần đầu tiên vào năm 2020. Việc nới lỏng các hạn chế này bao gồm việc loại bỏ nhu cầu cung cấp bằng chứng tiêm đối với những người làm việc của tất cả các đội. Trước đó, FIA đã bỏ yêu cầu bắt buộc đeo khẩu trang và xét nghiệm COVID vào năm 2022.

### Quy định tài chính
Giới hạn ngân sách đã giảm xuống còn 135 triệu đô la Mỹ. Ban đầu, nó được đặt ở mức 140 triệu đô la Mỹ vào năm 2022 trước khi tăng lên 142,5 triệu đô la Mỹ để bù đắp lạm phát. Ban đầu, Ủy ban F1 đã đồng ý tăng giới hạn chi phí lên 1,2 triệu USD để bù đắp chi phí bổ sung do số lượng cuộc đua tăng lên. Sau đó, ủy ban đã đồng ý điều chỉnh mức giới hạn chi phí trong tương lai tăng lên 1,8 triệu đô la Mỹ cho mỗi cuộc đua khi lịch có hơn 21 cuộc đua để tính chi phí cho các cuộc đua ngoài châu Âu. Các đội cũng đã đồng ý cung cấp cho FIA khả năng tiếp cận các nhà máy dễ dàng hơn khi việc kiểm tra giới hạn chi phí đang được thực hiện để đảm bảo dễ dàng hơn rằng các đội tuân thủ giới hạn chi phí. Ngoài ra, các nhà máy phải đóng cửa vào kỳ nghỉ mùa đông cũng như kỳ nghỉ mùa hè.

#### Chỉ thị kỹ thuật –  "dự án đặc biệt"
Các đội đua Mercedes, Red Bull Racing và Aston Martin vận hành các dự án "công nghệ ứng dụng" nhằm thiết kế và tư vấn cho các dự án bên ngoài Công thức 1. Vì các dự án này không liên quan đến hoạt động tại Công thức 1 của các đội nên chi tiêu của họ nằm ngoài quy định về giới hạn chi phí. Giữa các chặng đua Canada và Áo, FIA đã đưa ra một chỉ thị kỹ thuật ngăn cản các đội chuyển giao tài sản trí tuệ từ các bộ phận "dự án đặc biệt" của họ sang các hoạt động Công thức 1 của họ miễn phí.

## Diễn biến mùa giải

### Buổi thử nghiệm trước mùa giải
Buổi thử nghiệm trước mùa giải diễn ra tại trường đua Bahrain International ở as-Sakhir từ ngày 23 đến ngày 25 tháng 2. Lance Stroll, tay đua của Aston Martin, phải bỏ lỡ buổi thử nghiệm sau khi tai nạn đạp xe trong quá trình luyện tập. Anh đã được thay thế bởi tay đua dự bị người Brasil Felipe Drugovich.

### Diễn biến mùa giải

#### Những chặng đua đầu tiên
Max Verstappen và Sergio Pérez, cả hai tay đua của Red Bull Racing, xuất phát tại hàng xuất phát đầu tiên tại giải đua ô tô Công thức 1 Bahrain, chặng đua đầu tiên của mùa giải, với hai tay đua của Ferrari ở hàng xuất phát thứ hai. Chiếc xe Aston Martin đã được cải tiến nhiều của Fernando Alonso xuất phát ở vị trí thứ năm. Trong cuộc đua này, Max Verstappen dẫn đầu gần hầu hết cuộc đua một cách thoải mái và giành chiến thắng cuộc đua này trước đồng đội Sergio Pérez với khoảng cách 11 giây. Đó cũng là chiến thắng đầu tiên của Red Bull Racing trong một chặng đua đầu tiên của mùa giải kể từ giải đua ô tô Công thức 1 Úc 2011. Ngoài ra, đó cũng là chiến thắng đầu tiên của Verstappen tại Bahrain. Alonso về thứ ba và qua đó lên bục trao giải sau khi vượt qua Carlos Sainz Jr. trong phần cuối cùng của cuộc đua và gây bất ngờ trong cuộc đua này. Trong cuộc đua này, Charles Leclerc phải bỏ cuộc do động cơ bị hỏng. Các tay đua còn lại ghi điểm là Carlos Sainz Jr., Lewis Hamilton, Lance Stroll, George Russell, Valtteri Bottas, Pierre Gasly và Alexander Albon. Sau cuộc đua này, Verstappen dẫn đầu trước Pérez và Alonso trên bảng xếp hạng các tay đua. Red Bull Racing dẫn đầu trước Aston Martin (23 điểm) và Mercedes (16 điểm) với 43 điểm trên bảng xếp hạng các đội đua.
Tại giải đua ô tô Công thức 1 Ả Rập Xê Út hai tuần sau đó, Pérez xuất phát từ vị trí pole nhưng bị Alonso chiếm vị trí dẫn đầu. Thế nhưng, Pérez có thể giành lại được vị trí dẫn đầu từ tay Alonso ở vòng đua thứ tư với hệ thống DRS. Trong suốt cuộc đua này, Verstappen leo lên từ vị trí thứ 15 lên vị trí thứ hai với một màn trình diễn phi thường nhưng không thể bắt kịp được đồng đội Pérez. Pérez tiếp tục duy trì vị trí dẫn đầu cho đến hết cuộc đua và giành chiến thắng cuộc đua này trước Verstappen và Alonso. Các tay đua còn lại ghi điểm là Russell, Hamilton, Sainz Jr., Leclerc, Esteban Ocon, Gasly và Kevin Magnussen. Trong vài giờ sau cuộc đua, Alonso nhận một án phạt mười giây khiến Russell lên bục trao giải lần đầu tiên trong mùa giải này với Mercedes thế nhưng ban quản lý rút lại án phạt này do sự không nhất quán của ban quản lý khiến Alonso có thể giành lại vị trí thứ ba trở lại. Sau giải đua ô tô Công thức 1 Ả Rập Xê Út, Verstappen tiếp tục dẫn đầu trước Pérez và Alonso trên bảng xếp hạng các tay đua. Pérez có thể rút ngắn khoảng cách với Verstappen sau khi giành chiến thắng cuộc đua này. Red Bull Racing tiếp tục dẫn đầu trước Aston Martin (38 điểm) và Mercedes (38 điểm) với 87 điểm trên bảng xếp hạng các đội đua.
Tại giải đua ô tô Công thức 1 Úc, Verstappen giành vị trí pole trong vòng phân hạng trong khi Pérez, đồng đội của anh, xuất phát từ làn pit. Sau khi cuộc đua bắt đầu, Verstappen bị cả hai tay đua Mercedes, Russell và Hamilton, vượt qua. Mười hai vòng đua sau đó, anh đã có thể giành lại vị trí dẫn đầu và tiếp tục dẫn đầu cho đến hết cuộc đua. Sau khi cuộc đua kết thúc, Verstappen giành chiến thắng trước Hamilton và Alonso. Pérez là tay đua lập vòng đua nhanh nhất. Các tay đua còn lại ghi điểm là Stroll, Pérez, Lando Norris, Nico Hülkenberg, Oscar Piastri, Chu Quán Vũ và Tsunoda Yuki. Mặc dù Sainz Jr. về đích ở vị trí thứ tư, anh nhận một án phạt năm giây do gây ra vụ va chạm với người đồng hương Alonso và án phạt đó khiến anh bị tụt xuống vị trí thứ 12. Ngoài ra, chặng đua này đã phá kỷ lục về số lần bị gián đoạn nhiều nhất với ba lần gián đoạn trong suốt cuộc đua. Sau cuộc đua này, Verstappen tiếp tục dẫn đầu trước Pérez và Alonso trên bảng xếp hạng các tay đua với 69 điểm. Red Bull Racing tiếp tục dẫn đầu trước Aston Martin (65 điểm) và Mercedes (56 điểm) với 123 điểm trên bảng xếp hạng các đội đua.
Tại giải đua ô tô Công thức 1 Azerbaijan, Leclerc giành vị trí pole trước Verstappen và Pérez. Tại cuộc đua sprint, Leclerc đã cố gắng giữ vị trí dẫn đầu của mình nhưng bị Pérez vượt qua ở góc cua số 5 ở vòng đua thứ 7. Sau khi cuộc đua sprint kết thúc, Pérez giành chiến thắng trước Leclerc và Verstappen. Các tay đua ghi điểm còn lại trong cuộc đua sprint là Russell, Sainz Jr., Alonso, Hamilton và Stroll. Tại cuộc đua chính, Leclerc xuất phát từ vị trí đầu tiên cho đến khi bị vượt bởi Verstappen ở vòng đua thứ ba với hệ thống DRS. Ở hai vòng đua tiếp theo, Pérez cũng làm điều tương tự để giành vị trí thứ hai. Khi vòng đua thứ 10 kết thúc, Verstappen vào làn pit để thay bộ lốp nhưng mất vị trí dẫn đầu khi chiếc xe an toàn được triển khai do Nyck de Vries gặp tai nạn tại góc cua thứ 6. Sau khi xe an toàn đi vào làn pit, Pérez dẫn đầu cuộc đua cho đến hết và giành chiến thắng cuộc đua này trước Verstappen và Leclerc. Đây cũng là chiến thắng thứ hai của Pérez tại giải đua ô tô Công thức 1 Azerbaijan và là lần đầu tiên Leclerc và Ferrari lên bục trao giải. Ngoài ra, Pérez cũng trở thành tay đua đầu tiên giành chiến thắng hai lần tại giải đua ô tô Công thức 1 Azerbaijan. Các tay đua còn lại ghi điểm trong cuộc đua này là Alonso, Sainz Jr., Hamilton, Stroll, Russell, Norris và Tsunoda. Sau giải đua ô tô Công thức 1 Azerbaijan, Verstappen tiếp tục dẫn đầu trước Pérez (87 điểm) và Alonso (60 điểm) với 93 điểm. Red Bull Racing tiếp tục dẫn đầu trước Aston Martin (87 điểm) và Mercedes (76 điểm) với 180 điểm trên bảng xếp hạng các đội đua.
Tại giải đua ô tô Công thức 1 Miami, Pérez giành vị trí pole trước Alonso và Sainz Jr. Verstappen, xuất phát với bộ lốp cứng, cố gắng vượt qua nhiều tay đua ở vị trí phía trước và ở vòng đua thứ 15, anh đã đứng ở vị trí thứ 2 sau đồng đội Pérez. Vì Pérez xuất phát với bộ lốp trung bình nên anh phải vào làn pit để thay bộ lốp ở vòng 19. Do vậy, anh để Verstappen dẫn đầu. Tuy nhiên, trái ngược với Pérez, Verstappen đã có thể bỏ xa các tay đua khác. Tại vòng đua thứ 45, Verstappen vào làn pit để thay lốp, chuyển sang bộ lốp trung bình và trở lại đường đua ngay sau Pérez. Sau khi vòng đua thứ 46 kết thúc, Verstappen đã vượt qua được Pérez và giữ vị trí dẫn đầu cho đến khi cuộc đua kết thúc. Sau khi cuộc đua kết thúc, Verstappen giành chiến thắng cuộc đua này trước đồng đội Pérez và Alonso. Đây cũng là chiến thắng thứ 38 trong sự nghiệp Công thức 1 của Verstappen với đội đua của anh, Red Bull Racing. Do đó, anh ngang bằng được kỷ lục của Sebastian Vettel. Các tay đua còn lại ghi điểm trong cuộc đua này là Russell, Sainz Jr., Hamilton, Leclerc, Gasly, Ocon và Magnussen. Sau giải đua ô tô Công thức 1 Miami, Verstappen tiếp tục dẫn đầu trước Pérez (105 điểm) và Alonso (75 điểm) với 119 điểm. Red Bull Racing tiếp tục dẫn đầu trước Aston Martin (102 điểm) và Mercedes (96 điểm) với 224 điểm trên bảng xếp hạng các đội đua.
Tại giải đua ô tô Công thức 1 Monaco, Verstappen giành vị trí pole trước Alonso và Ocon. Ocon xuất phát từ vị trí thứ ba sau khi Leclerc bị tụt ba bậc do cản trở Norris tại Q3. Verstappen giành chiến thắng cuộc đua này trước Alonso và Ocon. Ngoài ra, đây cũng là chiến thắng thứ 39 trong sự nghiệp Công thức 1 của anh và cho đội đua của anh, Red Bull Racing. Do đó, anh vượt qua kỷ lục của Vettel. Ocon về đích ở vị trí thứ ba thứ ba khiến anh trở thành tay đua Công thức 1 người Pháp đầu tiên lên bục vinh quang tại giải đua ô tô Công thức 1 Monaco kể từ Olivier Panis năm 1996. Các tay đua còn lại ghi điểm trong cuộc đua này là Hamilton, Russell, Leclerc, Gasly, Sainz Jr., Norris và Piastri. Sau giải đua ô tô Công thức 1 Monaco, Verstappen tiếp tục dẫn đầu trước Pérez (105 điểm) và Alonso (93 điểm) trên bảng xếp hạng các tay đua với 144 điểm. Thêm vào đó, anh có thể nới rộng khoảng cách giữa Pérez đến 39 điểm vì Pérez không ghi được điểm nào. Red Bull Racing tiếp tục dẫn đầu trước Aston Martin (120 điểm) và Mercedes (119 điểm) với 249 điểm trên bảng xếp hạng các đội đua.
Tại giải đua ô tô Công thức 1 Tây Ban Nha, Verstappen giành chiến thắng cuộc đua này trước hai tay đua của Mercedes, Hamilton và Russell. Thêm vào đó, đây cũng là chiến thắng thứ 40 trong sự nghiệp Công thức 1 của Verstappen. Các tay đua còn lại ghi điểm trong cuộc đua này Sainz Jr., Stroll, Alonso, Ocon, Chu Quán Vũ và Gasly. Sau giải đua ô tô Công thức 1 Tây Ban Nha, Verstappen tiếp tục dẫn đầu trước Pérez (105 điểm) và Alonso (93 điểm) trên bảng xếp hạng các tay đua với 170 điểm. Red Bull Racing tiếp tục dẫn đầu trước Mercedes (152 điểm) và Aston Martin (134 điểm) với 287 điểm trên bảng xếp hạng các đội đua. Mercedes vượt qua Aston Martin sau khi cả hai tay đua của đội về đích ở vị trí top 3.

#### Những chặng đua giai đoạn giữa mùa giải
Tại giải đua ô tô Công thức 1 Canada, Verstappen giành chiến thắng trước Alonso và Hamilton. Đồng thời, đây cũng là chiến thắng thứ 100 của Red Bull Racing trong suốt thời gian tham gia thi đấu của đội ở Công thức 1. Thêm vào đó, Verstappen cũng chính thức cân bằng số chiến thắng của mình với nhà vô địch Công thức 1 ba lần quá cố người Brasil Ayrton Senna sau khi giành chiến thắng thứ 41 trong sự nghiệp Công thức 1 của mình. Các tay đua còn lại ghi điểm trong cuộc đua này là Leclerc, Sainz Jr., Pérez, Albon, Ocon, Stroll và Bottas. Sau giải đua ô tô Công thức 1 Canada, Verstappen tiếp tục dẫn đầu trước Pérez (126 điểm) và Alonso (117 điểm) trên bảng xếp hạng các tay đua với 195 điểm. Trên bảng xếp hạng các đội đua, Red Bull Racing tiếp tục dẫn đầu trước Mercedes (167 điểm) và Aston Martin (154 điểm) với 321 điểm trên bảng xếp hạng các đội đua.
Tại giải đua ô tô Công thức 1 Áo, Verstappen giành chiến thắng cuộc đua này trước Leclerc và Pérez. Cũng tại chặng đua này, Ferrari lên bục trao giải lần thứ 800 trong suốt thời gian tham gia của đội ở Công thức 1. Các tay đua còn lại ghi điểm trong cuộc đua này là Norris, Alonso, Sainz Jr., Russell, Hamilton, Stroll và Gasly. Sau giải đua ô tô Công thức 1 Áo, Verstappen tiếp tục dẫn đầu trước Pérez (126 điểm) và Alonso (117 điểm) trên bảng xếp hạng các tay đua với 229 điểm. Red Bull Racing tiếp tục dẫn đầu trước Mercedes (178 điểm) và Aston Martin (175 điểm) với 377 điểm trên bảng xếp hạng các đội đua.
Tại giải đua ô tô Công thức 1 Anh, Verstappen giành vị trí pole trước Norris và Piastri. Sau khi cuộc đua kết thúc, anh giành chiến thắng cuộc đua này trước Norris và Hamilton. Đây cũng là chiến thắng đầu tiên của anh tại giải đua ô tô Công thức 1 Anh. Thêm vào đó, đây cũng là chiến thắng thứ hai của anh tại trường đua Silverstone sau chiến thắng của anh tại chặng đua GP kỷ niệm 70 năm. Các tay đua còn lại ghi điểm trong cuộc đua này là Piastri, Russell, Pérez, Alonso, Albon, Leclerc và Sainz Jr. Sau giải đua ô tô Công thức 1 Anh, Verstappen tiếp tục dẫn đầu trước Pérez (156 điểm) và Alonso (137 điểm) trên bảng xếp hạng các tay đua với 255 điểm. Red Bull Racing tiếp tục dẫn đầu trước Mercedes (203 điểm) và Aston Martin (181 điểm) với 411 điểm trên bảng xếp hạng các đội đua.
Tại giải đua ô tô Công thức 1 Hungary, Hamilton giành vị trí pole lần đầu tiên trong mùa giải này. Thêm vào đó, đây cũng là vị trí pole thứ chín của anh tại chặng đua này và anh chính thức lập kỷ lục giành nhiều vị trí pole nhất tại một chặng đua. Thế nhưng, sau khi cuộc đua bắt đầu, Hamilton mất vị trí dẫn đầu từ tay Verstappen và bị tụt xuống đến vị trí thứ tư cho đến hết cuộc đua. Sau khi cuộc đua kết thúc, Verstappen giành chiến thắng trước Norris và Pérez. Verstappen trở thành tay đua thứ năm giành chiến thắng tại bảy chặng đua liên tiếp và chiến thắng của anh giúp Red Bull Racing phá kỷ lục giành mười một chiến thắng liên tiếp của McLaren từ năm 1988 sau khi Red Bull Racing giành chiến thắng liên tiếp mười hai chặng đua. Các tay đua còn lại ghi điểm trong cuộc đua này là Hamilton, Piastri, Russell, Leclerc, Sainz Jr., Alonso và Stroll. Sau giải đua ô tô Công thức 1 Hungary, Verstappen tiếp tục dẫn đầu trước Pérez (171 điểm) và Alonso (139 điểm) trên bảng xếp hạng các tay đua với 287 điểm. Red Bull Racing tiếp tục dẫn đầu trước Mercedes (223 điểm) và Aston Martin (184 điểm) với 452 điểm trên bảng xếp hạng các đội đua.
Tại giải đua ô tô Công thức 1 Bỉ, Leclerc giành vị trí pole trước Pérez và Hamilton sau khi Verstappen bị tụt năm vị trí do thay đổi vượt số lượng truyền động hộp số mới cho phép. Tại cuộc đua sprint, Verstappen giành chiến thắng trước Piastri và Gasly sau khi xuất phát ở vị trí đầu tiên. Các tay đua ghi điểm còn lại trong cuộc đua sprint là Sainz Jr., Leclerc, Norris, Hamilton và Russell. Tại cuộc đua chính, Verstappen giành chiến thắng trước đồng đội Pérez và Leclerc. Ngoài ra, đây cũng là chiến thắng thứ tám liên tiếp của Verstappen trong mùa giải này. Các tay đua còn lại ghi điểm trong cuộc đua chính là Hamilton, Alonso, Russell, Norris, Ocon, Stroll và Tsunoda. Sau giải đua ô tô Công thức 1 Bỉ, Verstappen tiếp tục dẫn đầu trước Pérez (189 điểm) và Alonso (149 điểm) trên bảng xếp hạng các tay đua với 314 điểm. Red Bull Racing tiếp tục dẫn đầu trước Mercedes (247 điểm) và Aston Martin (196 điểm) với 503 điểm trên bảng xếp hạng các đội đua.
Tại giải đua ô tô Công thức 1 Hà Lan, Daniel Ricciardo bị gãy xương bàn tay trái trong một vụ va chạm với Piastri ở buổi tập thứ hai. Do vậy, Liam Lawson thay thế Ricciardo tại các chặng đua tiếp theo cho đến khi Ricciardo bình phục. Đồng thời, Lawson cũng chính thức ra mắt Công thức 1 với tư cách là tay đua chính. Verstappen giành vị trí pole trước Norris và Russell. Sau khi cuộc đua kết thúc, Verstappen giành chiến thắng cuộc đua trước Alonso và Gasly và anh chính thức san bằng kỷ lục chín chiến thắng liên tiếp của Sebastian Vettel. Các tay đua còn lại ghi điểm trong cuộc đua này là Pérez, Sainz Jr., Hamilton, Norris, Albon, Piastri và Ocon. Sau giải đua ô tô Công thức 1 Hà Lan, Verstappen tiếp tục dẫn đầu trước Pérez (201 điểm) và Alonso (168 điểm) trên bảng xếp hạng các tay đua với 339 điểm. Red Bull Racing tiếp tục dẫn đầu trước Mercedes (255 điểm) và Aston Martin (215 điểm) với 540 điểm trên bảng xếp hạng các đội đua.
Tại giải đua ô tô Công thức 1 Ý, Sainz Jr. giành vị trí pole trước Verstappen và Leclerc. Sau khi cuộc đua đã bắt đầu, Sainz Jr. đã có thể giữ vị trí dẫn đầu của mình cho đến khi anh bị Verstappen vượt qua ở vòng đua thứ 15. Verstappen tiếp tục giữ lấy vị trí dẫn đầu cho đến hết khi kết thúc và giành chiến thắng cuộc đua trước Pérez và Sainz Jr. Với chiến thắng này, Verstappen chính thức lập kỷ lục chiến thắng mười cuộc đua liên tiếp và anh chính thức phá kỷ lục chín chiến thắng liên tiếp của Vettel. Các tay đua còn lại ghi điểm trong cuộc đua này là Leclerc, Russell, Hamilton, Albon, Norris, Alonso và Bottas. Sau giải đua ô tô Công thức 1 Ý, Verstappen tiếp tục dẫn đầu trước Pérez (219 điểm) và Alonso (170 điểm) trên bảng xếp hạng các tay đua với 364 điểm. Trên bảng xếp hạng các đội đua, Red Bull Racing tiếp tục dẫn đầu trước Mercedes (273 điểm) và Ferrari (228 điểm) với 583 điểm. Ferrari chính thức vượt qua Aston Martin (217 điểm) trên bảng xếp hạng các đội đua.

#### Những chặng đua cuối cùng
Tại giải đua ô tô Công thức 1 Singapore, Sainz Jr. giành vị trí pole lần thứ hai liên tiếp trong mùa giải này trước Russell và Leclerc. Chặng đua này cũng là lần đầu tiên cả hai tay đua Red Bull Racing, Verstappen và Pérez đều bị loại khỏi Q2 kể từ tháng 9 năm 2018. Sau khi cuộc đua đã bắt đầu, Sainz Jr. đã có thể giữ vị trí dẫn đầu cho đến khi cuộc đua kết thúc cho dù hai giai đoạn xe an toàn (ảo). Sainz Jr. giành chiến thắng cuộc đua này sau khi dẫn đầu toàn bộ cuộc đua trước Norris và Hamilton sau khi Russell va vào rào chắn của đường đua. Thêm vào đó, anh và Ferrari đã kết thúc chuỗi 15 chiến thắng của Max Verstappen và Red Bull Racing. Ngoài ra, anh trở thành tay đua đầu tiên không thuộc Red Bull Racing giành được một chiến thắng kể từ giải đua ô tô Công thức 1 São Paulo 2022. Anh chính thức chấm dứt chuỗi 10 chiến thắng liên tiếp của Verstappen kể từ giải đua ô tô Công thức 1 Miami 2023 và chuỗi 15 chiến thắng của Red Bull Racing kể từ giải đua ô tô Công thức 1 Abu Dhabi 2022. Các tay đua còn lại ghi điểm trong cuộc đua này là Leclerc, Verstappen, Gasly, Piastri, Pérez, Lawson và Magnussen. Sau giải đua ô tô Công thức 1 Singapore, Verstappen dẫn đầu trước Pérez (223 điểm) và Hamilton (180 điểm) trên bảng xếp hạng các tay đua với 374 điểm. Hamilton chính thức vượt qua Alonso trên bảng xếp hạng các tay đua sau khi Alonso không ghi được điểm nào trong cuộc đua này. Red Bull Racing tiếp tục dẫn đầu trước Mercedes (289 điểm) và Ferrari (265 điểm) với 597 điểm trên bảng xếp hạng các đội đua.
Tại giải đua ô tô Công thức 1 Nhật Bản, Verstappen giành vị trí pole trước Piastri và Norris. Sau khi cuộc đua kết thúc, Verstappen giành chiến thắng cuộc đua này trước Norris và Piastri. Chiến thắng của anh kèm với một điểm do thời gian vòng đua nhanh nhất đã giúp Red Bull Racing giành chức vô địch hạng mục đội đua lần thứ hai liên tiếp. Thêm vào đó, đây cũng là chức vô địch thứ sáu của đội. Bên cạnh đó, Piastri lên bục vinh quang lần đầu tiên trong sự nghiệp của anh. Các tay đua còn lại ghi điểm trong cuộc đua này là Leclerc, Hamilton, Sainz Jr., Russell, Alonso, Gasly và Ocon. Sau giải đua ô tô Công thức 1 Nhật Bản, Verstappen tiếp tục dẫn đầu trước Pérez (223 điểm) và Hamilton (190 điểm) trên bảng xếp hạng các tay đua với 400 điểm. Red Bull Racing tiếp tục dẫn đầu trước Mercedes (305 điểm) và Ferrari (285 điểm) với 623 điểm trên bảng xếp hạng các đội đua.
Tại giải đua ô tô Công thức 1 Qatar, Verstappen có cơ hội giành chức vô địch nếu như anh lấy thêm điểm hơn đồng đội Pérez. Verstappen giành vị trí pole cho cuộc đua chính trong khi Piastri giành vị trí pole cho cuộc đua sprint. Tại cuộc đua sprint, Piastri giành chiến thắng trước Verstappen và Norris. Sau cuộc đua sprint, Verstappen giành chức vô địch thứ ba liên tiếp của anh sau khi Pérez phải bỏ cuộc sau một vụ va chạm giữa Ocon và Hülkenberg. Các tay đua còn lại ghi điểm trong cuộc đua sprint là Russell, Hamilton, Sainz Jr., Albon và Alonso. Verstappen giành chiến thắng tại cuộc đua chính trước cả hai tay đua McLaren Piastri và Norris. Các tay đua còn lại ghi điểm trong cuộc đua chính là Russell, Leclerc, Alonso, Ocon, Bottas, Chu Quán Vũ và Pérez. Cũng tại cuộc đua chính, kỷ lục thời gian mới cho một pha đổi lốp đã được lập bởi McLaren với 1,8 giây. Kỷ lục này chính thức phá kỷ lục cũ của Red Bull Racing tại giải đua ô tô Công thức 1 Brazil 2019 với 1,82 giây. Sau giải đua ô tô Công thức 1 Qatar, Verstappen tiếp tục dẫn đầu trước Pérez (224 điểm) và Hamilton (194 điểm) trên bảng xếp hạng các tay đua với 433 điểm. Red Bull Racing tiếp tục dẫn đầu trước Mercedes (326 điểm) và Ferrari (298 điểm) với 657 điểm trên bảng xếp hạng các đội đua.
Giải đua ô tô Công thức 1 Hoa Kỳ đánh dấu lần đầu tiên thể thức sprint được tổ chức liên tiếp. Tại chặng đua này, Leclerc giành vị trí pole cho cuộc đua chính sau khi thời gian nhanh nhất của Verstappen bị xóa vì vi phạm giới hạn đường đua. Verstappen giành vị trí pole tại sprint shootout (vòng phân hạng cho cuộc đua sprint) trước Leclerc và Hamilton và giành chiến thắng tại cuộc đua sprint trước Hamilton và Leclerc. Các tay đua còn lại ghi điểm trong cuộc đua sprint là Pérez, Sainz Jr., Gasly và Russell. Verstappen giành chiến thắng tại cuộc đua chính trước Norris và Sainz Jr. Đây cũng là chiến thắng thứ 50 trong sự nghiệp của Verstappen. Sau cuộc đua chính, kết quả của Hamilton và Leclerc đều bị hủy do tấm ván ở gầm xe quá mỏng so với quy luật. Do vậy, tất cả các tay đua về đích đều được tăng lên hai vị trí. Các tay đua ghi điểm còn lại trong cuộc đua chính (sau khi Hamilton và Leclerc bị loại) là Pérez, Russell, Gasly, Stroll, Tsunoda, Albon và Logan Sargeant. Đối với Sargeant, đây là lần đầu tiên anh ghi điểm tại Công thức 1. Sau giải đua ô tô Công thức 1 Hoa Kỳ, Verstappen tiếp tục dẫn đầu trước Pérez (240 điểm) và Hamilton (201 điểm) trên bảng xếp hạng các tay đua với 466 điểm. Red Bull Racing tiếp tục dẫn đầu trước Mercedes (344 điểm) và Ferrari (322 điểm) với 706 điểm trên bảng xếp hạng các đội đua.
Leclerc giành vị trí pole tại giải đua ô tô Công thức 1 Thành phố Mexico trước Sainz Jr. và Verstappen. Verstappen giành chiến thắng chặng đua này trước Hamilton và Leclerc mặc dù xuất phát ở vị trí thứ ba. Anh giành được chiến thắng lần thứ 16 trong mùa giải này. Các tay đua còn lại ghi điểm trong cuộc đua này là Sainz Jr., Norris, Russell, Ricciardo, Piastri, Albon và Ocon. Sau giải đua ô tô Công thức 1 Thành phố Mexico, Verstappen tiếp tục dẫn đầu trước Pérez (240 điểm) và Hamilton (220 điểm) trên bảng xếp hạng các tay đua với 491 điểm. Red Bull Racing tiếp tục dẫn đầu trước Mercedes (371 điểm) và Ferrari (349 điểm) với 731 điểm trên bảng xếp hạng các đội đua.
Tại giải đua ô tô Công thức 1 São Paulo, cuộc đua sprint thứ sáu và cuối cùng của mùa giải được tổ chức. Verstappen giành vị trí pole cho cuộc đua chính trước Leclerc và Stroll trong khi Norris giành vị trí pole cho cuộc đua chính trước Verstappen và Pérez. Các tay đua còn lại ghi điểm trong cuộc đua sprint là Russell, Leclerc, Tsunoda, Hamilton và Sainz Jr. Tại cuộc đua sprint, Verstappen vượt Norris để giành chiến thắng. Verstappen giành chiến thắng dễ dàng tại cuộc đua chính trước Norris và Alonso. Anh chính thức giành chiến thắng lần thứ 17 trong mùa giải này. Các tay đua còn lại ghi điểm trong cuộc đua chính là Stroll, Sainz Jr., Gasly, Hamilton, Tsunoda và Ocon. Sau giải đua ô tô Công thức 1 São Paulo, Verstappen tiếp tục dẫn đầu trước Pérez (258 điểm) và Hamilton (226 điểm) trên bảng xếp hạng các tay đua với 524 điểm. Red Bull Racing tiếp tục dẫn đầu trước Mercedes (382 điểm) và Ferrari (362 điểm) với 782 điểm trên bảng xếp hạng các đội đua.
Giải đua ô tô Công thức 1 Las Vegas đánh dấu sự trở lại của Công thức 1 tại Las Vegas kể từ khi giải đua ô tô Công thức 1 Caesars Palace 1982 diễn ra tại bãi đỗ xe của khách sạn Caesars Palace cách đây khoảng 41 năm. Leclerc giành vị trí pole trước Sainz và Verstappen sau vòng phân hạng. Verstappen giành chiến thắng tại cuộc đua này trước Leclerc và Pérez. Các tay đua còn lại ghi điểm trong cuộc đua là Ocon, Stroll, Sainz Jr., Hamilton, Russell, Alonso và Piastri. Mặc dù mất vị trí thứ hai vào tay Leclerc, Pérez vẫn giành được vị trí thứ hai trên bảng xếp hạng các tay đua, và Red Bull Racing lập một kỷ lục khác sau khi giành chiến thắng tại hầu hết các chặng đua trong một mùa giải. Sau giải đua ô tô Công thức 1 Las Vegas, Verstappen tiếp tục dẫn đầu trước Pérez (273 điểm) và Hamilton (232 điểm) trên bảng xếp hạng các tay đua với 549 điểm. Red Bull Racing tiếp tục dẫn đầu trước Mercedes (392 điểm) và Ferrari (388 điểm) với 822 điểm trên bảng xếp hạng các đội đua.
Giải đua xe Công thức 1 2023 khép lại tại giải đua ô tô Công thức 1 Abu Dhabi. Verstappen giành vị trí pole trước Leclerc và Piastri. Verstappen giành chiến thắng tại cuộc đua này trước Leclerc và Russell. Các tay đua còn lại ghi điểm trong cuộc đua là Pérez, Norris, Piastri, Alonso, Tsunoda, Hamilton và Stroll. Pérez mặc dù về đích ở vị trí thứ hai nhưng anh bị tụt xuống vị trí thứ tư do va chạm với Norris.
Sau khi giải đua xe Công thức 1 2023 kết thúc, Verstappen dẫn đầu với 575 điểm trước Pérez (285 điểm) và Hamilton (234 điểm) trên bảng xếp hạng các tay đua. Red Bull Racing dẫn đầu với 860 điểm trước Mercedes (409 điểm) và Ferrari (406 điểm) trên bảng xếp hạng các đội đua.

## Kết quả
| Stt | Chặng đua                                  | Vị trí pole      | Vòng đua nhanh nhất | Tay đua giành chiến thắng | Đội đua giành chiến thắng  | Diễn biến chi tiết |
| --- | ------------------------------------------ | ---------------- | ------------------- | ------------------------- | -------------------------- | ------------------ |
| 1   | Giải đua ô tô Công thức 1 Bahrain          | Max Verstappen   | Chu Quán Vũ         | Max Verstappen            | Red Bull Racing-Honda RBPT | Chi tiết           |
| 2   | Giải đua ô tô Công thức 1 Ả Rập Xê Út      | Sergio Pérez     | Max Verstappen      | Sergio Pérez              | Red Bull Racing-Honda RBPT | Chi tiết           |
| 3   | Giải đua ô tô Công thức 1 Úc               | Max Verstappen   | Sergio Pérez        | Max Verstappen            | Red Bull Racing-Honda RBPT | Chi tiết           |
| 4   | Giải đua ô tô Công thức 1 Azerbaijan       | Charles Leclerc  | George Russell      | Sergio Pérez              | Red Bull Racing-Honda RBPT | Chi tiết           |
| 5   | Giải đua ô tô Công thức 1 Miami            | Sergio Pérez     | Max Verstappen      | Max Verstappen            | Red Bull Racing-Honda RBPT | Chi tiết           |
| 6   | Giải đua ô tô Công thức 1 Monaco           | Max Verstappen   | Lewis Hamilton      | Max Verstappen            | Red Bull Racing-Honda RBPT | Chi tiết           |
| 7   | Giải đua ô tô Công thức 1 Tây Ban Nha      | Max Verstappen   | Max Verstappen      | Max Verstappen            | Red Bull Racing-Honda RBPT | Chi tiết           |
| 8   | Giải đua ô tô Công thức 1 Canada           | Max Verstappen   | Sergio Pérez        | Max Verstappen            | Red Bull Racing-Honda RBPT | Chi tiết           |
| 9   | Giải đua ô tô Công thức 1 Áo               | Max Verstappen   | Max Verstappen      | Max Verstappen            | Red Bull Racing-Honda RBPT | Chi tiết           |
| 10  | Giải đua ô tô Công thức 1 Anh              | Max Verstappen   | Max Verstappen      | Max Verstappen            | Red Bull Racing-Honda RBPT | Chi tiết           |
| 11  | Giải đua ô tô Công thức 1 Hungary          | Max Verstappen   | Max Verstappen      | Max Verstappen            | Red Bull Racing-Honda RBPT | Chi tiết           |
| 12  | Giải đua ô tô Công thức 1 Bỉ               | Charles Leclerc  | Lewis Hamilton      | Max Verstappen            | Red Bull Racing-Honda RBPT | Chi tiết           |
| 13  | Giải đua ô tô Công thức 1 Hà Lan           | Max Verstappen   | Fernando Alonso     | Max Verstappen            | Red Bull Racing-Honda RBPT | Chi tiết           |
| 14  | Giải đua ô tô Công thức 1 Ý                | Carlos Sainz Jr. | Oscar Piastri       | Max Verstappen            | Red Bull Racing-Honda RBPT | Chi tiết           |
| 15  | Giải đua ô tô Công thức 1 Singapore        | Carlos Sainz Jr. | Lewis Hamilton      | Carlos Sainz Jr.          | Ferrari                    | Chi tiết           |
| 16  | Giải đua ô tô Công thức 1 Nhật Bản         | Max Verstappen   | Max Verstappen      | Max Verstappen            | Red Bull Racing-Honda RBPT | Chi tiết           |
| 17  | Giải đua ô tô Công thức 1 Qatar            | Max Verstappen   | Max Verstappen      | Max Verstappen            | Red Bull Racing-Honda RBPT | Chi tiết           |
| 18  | Giải đua ô tô Công thức 1 Hoa Kỳ           | Charles Leclerc  | Tsunoda Yuki        | Max Verstappen            | Red Bull Racing-Honda RBPT | Chi tiết           |
| 19  | Giải đua ô tô Công thức 1 Thành phố Mexico | Charles Leclerc  | Lewis Hamilton      | Max Verstappen            | Red Bull Racing-Honda RBPT | Chi tiết           |
| 20  | Giải đua ô tô Công thức 1 São Paulo        | Max Verstappen   | Lando Norris        | Max Verstappen            | Red Bull Racing-Honda RBPT | Chi tiết           |
| 21  | Giải đua ô tô Công thức 1 Las Vegas        | Charles Leclerc  | Oscar Piastri       | Max Verstappen            | Red Bull Racing-Honda RBPT | Chi tiết           |
| 22  | Giải đua ô tô Công thức 1 Abu Dhabi        | Max Verstappen   | Max Verstappen      | Max Verstappen            | Red Bull Racing-Honda RBPT | Chi tiết           |

## Bảng xếp hạng

### Hệ thống ghi điểm
Hệ thống ghi điểm cho các tay đua về đích ở vị trí top 10 được phân loại trong mọi cuộc đua (chính) được sử dụng như sau:
| Vị trí  | 1  | 2  | 3  | 4  | 5  | 6 | 7 | 8 | 9 | 10 |
| Số điểm | 25 | 18 | 15 | 12 | 10 | 8 | 6 | 4 | 2 | 1  |

Hệ thống ghi điểm cho các tay đua về đích ở vị trí top 8 tại cuộc đua sprint trong sáu chặng đua của mùa giải này được sử dụng như sau:
| Vị trí  | 1 | 2 | 3 | 4 | 5 | 6 | 7 | 8 |
| Số điểm | 8 | 7 | 6 | 5 | 4 | 3 | 2 | 1 |

### Bảng xếp hạng các tay đua
| Vị trí | Tay đua          | BHR | SAU | AUS | AZE  | MIA | MON | ESP | CAN | AUT   | GBR | HUN | BEL  | NED | ITA | SIN | JPN | QAT  | USA    | MXC | SAP  | LVG | ABU | Số điểm |
| ------ | ---------------- | --- | --- | --- | ---- | --- | --- | --- | --- | ----- | --- | --- | ---- | --- | --- | --- | --- | ---- | ------ | --- | ---- | --- | --- | ------- |
| 1      | Max Verstappen   | 1P  | 2F  | 1P  | 23   | 1F  | 1P  | 1PF | 1P  | 1P 1F | 1PF | 1F  | 1    | 1P  | 1   | 5   | 1PF | 1    | 1      | 1   | 1P   | 1   | 1P  | 575     |
| 2      | Sergio Pérez     | 2   | 1P  | 5F  | 1    | 2P  | 16  | 4   | 6F  | 32    | 6   | 3   | 2    | 4   | 2   | 8   | Ret | 4    | 45     | Ret | 43   | 3   | 4   | 285     |
| 3      | Lewis Hamilton   | 5   | 5   | 2   | 67   | 6   | 4F  | 2   | 3   | 8     | 3   | 4P  | 47F  | 6   | 6   | 3F  | 5   | Ret5 | DSQ2   | 2F  | 87   | 7   | 9   | 234     |
| 4      | Fernando Alonso  | 3   | 3   | 3   | 46   | 3   | 2   | 7   | 2   | 5     | 7   | 9   | 5    | 2F  | 9   | 15  | 8   | 68   | Ret    | Ret | 3    | 9   | 7   | 206     |
| 5      | Charles Leclerc  | Ret | 7   | Ret | 3P 2 | 7   | 6   | 11  | 4   | 2     | 9   | 7   | 3P 5 | Ret | 4   | 4   | 4   | 5    | DSQP 3 | 3P  | DNS5 | 2P  | 2   | 206     |
| 6      | Lando Norris     | 17  | 17  | 6   | 9    | 17  | 9   | 17  | 13  | 4     | 2   | 2   | 76   | 7   | 8   | 2   | 2   | 3    | 24     | 5   | 2F   | Ret | 5   | 205     |
| 7      | Carlos Sainz Jr. | 4   | 6   | 12  | 5    | 5   | 8   | 5   | 5   | 63    | 10  | 8   | Ret4 | 5   | 3P  | 1P  | 6   | DNS2 | 36     | 4   | 68   | 6   | 18  | 200     |
| 8      | George Russell   | 7   | 4   | Ret | 84F  | 4   | 5   | 3   | Ret | 78    | 5   | 6   | 68   | 17  | 5   | 16  | 7   | 4    | 58     | 6   | Ret4 | 8   | 3   | 175     |
| 9      | Oscar Piastri    | Ret | 15  | 8   | 11   | 19  | 10  | 13  | 11  | 16    | 4   | 5   | Ret2 | 9   | 12F | 7   | 3   | 21   | Ret    | 8   | 14   | 10F | 6   | 97      |
| 10     | Lance Stroll     | 6   | Ret | 4   | 78   | 12  | Ret | 6   | 9   | 94    | 14  | 10  | 9    | 11  | 16  | WD  | Ret | 11   | 7      | 17  | 5    | 5   | 10  | 74      |
| 11     | Pierre Gasly     | 9   | 9   | 13  | 14   | 8   | 7   | 10  | 12  | 10    | 18  | Ret | 113  | 3   | 15  | 6   | 10  | 12   | 67     | 11  | 7    | 11  | 13  | 62      |
| 12     | Esteban Ocon     | Ret | 8   | 14  | 15   | 9   | 3   | 8   | 8   | 147   | Ret | Ret | 8    | 10  | Ret | Ret | 9   | 7    | Ret    | 10  | 10   | 4   | 12  | 58      |
| 13     | Alexander Albon  | 10  | Ret | Ret | 12   | 14  | 14  | 16  | 7   | 11    | 8   | 11  | 14   | 8   | 7   | 11  | Ret | 137  | 9      | 9   | Ret  | 12  | 14  | 27      |
| 14     | Tsunoda Yuki     | 11  | 11  | 10  | 10   | 11  | 15  | 12  | 14  | 19    | 16  | 15  | 10   | 15  | DNS | Ret | 12  | 15   | 8F     | 12  | 96   | 18  | 8   | 17      |
| 15     | Valtteri Bottas  | 8   | 18  | 11  | 18   | 13  | 11  | 19  | 10  | 15    | 12  | 12  | 12   | 14  | 10  | Ret | Ret | 8    | 12     | 15  | Ret  | 17  | 19  | 10      |
| 16     | Nico Hülkenberg  | 15  | 12  | 7   | 17   | 15  | 17  | 15  | 15  | Ret6  | 13  | 14  | 18   | 12  | 17  | 13  | 14  | 16   | 11     | 13  | 12   | 19  | 15  | 9       |
| 17     | Daniel Ricciardo |     |     |     |      |     |     |     |     |       |     | 13  | 16   | WD  |     |     |     |      | 15     | 7   | 13   | 14  | 11  | 6       |
| 18     | Chu Quán Vũ      | 16F | 13  | 9   | Ret  | 16  | 13  | 9   | 16  | 12    | 15  | 16  | 13   | Ret | 14  | 12  | 13  | 9    | 13     | 14  | Ret  | 15  | 17  | 6       |
| 19     | Kevin Magnussen  | 13  | 10  | 17  | 13   | 10  | 19  | 18  | 17  | 18    | Ret | 17  | 15   | 16  | 18  | 10  | 15  | 14   | 14     | Ret | Ret  | 13  | 20  | 3       |
| 20     | Liam Lawson      |     |     |     |      |     |     |     |     |       |     |     |      | 13  | 11  | 9   | 11  | 17   |        |     |      |     |     | 2       |
| 21     | Logan Sargeant   | 12  | 16  | 16  | 16   | 20  | 18  | 20  | Ret | 13    | 11  | 18  | 17   | Ret | 13  | 14  | Ret | Ret  | 10     | 16  | 11   | 16  | 16  | 1       |
| 22     | Nyck de Vries    | 14  | 14  | 15  | Ret  | 18  | 12  | 14  | 18  | 17    | 17  |     |      |     |     |     |     |      |        |     |      |     |     | 0       |

Chú thích
- –Tay đua không hoàn thành cuộc đua nhưng được xếp hạng do đã hoàn thành hơn 90% của cuộc đua.

### Bảng xếp hạng các đội đua
| Vị trí | Đội đua                      | Số xe | BHR | SAU | AUS | AZE   | MIA | MON | ESP | CAN | AUT    | GBR | HUN | BEL   | NED | ITA | SIN | JPN | QAT    | USA    | MXC | SAP       | LVG | ABU | Số điểm |
| ------ | ---------------------------- | ----- | --- | --- | --- | ----- | --- | --- | --- | --- | ------ | --- | --- | ----- | --- | --- | --- | --- | ------ | ------ | --- | --------- | --- | --- | ------- |
| 1      | Red Bull Racing-Honda RBPT   | 1     | 1P  | 2F  | 1P  | 23    | 1F  | 1P  | 1PF | 1P  | 1P 1 F | 1PF | 1F  | 1     | 1P  | 1   | 5   | 1PF | 1P 2 F | 1      | 1   | 1P1       | 1   | 1P  | 860     |
| 1      | Red Bull Racing-Honda RBPT   | 11    | 2   | 1P  | 5F  | 1     | 2P  | 16  | 4   | 6F  | 32     | 6   | 3   | 2     | 4   | 2   | 8   | Ret | 4      | 45     | Ret | 43        | 3   | 4   | 860     |
| 2      | Mercedes                     | 44    | 5   | 5   | 2   | 67    | 6   | 4F  | 2   | 3   | 8      | 3   | 4P  | 47 F  | 6   | 6   | 3F  | 5   | Ret5   | DSQ2   | 2F  | 87        | 7   | 9   | 409     |
| 2      | Mercedes                     | 63    | 7   | 4   | Ret | 84 F  | 4   | 5   | 3   | Ret | 78     | 5   | 6   | 68    | 17  | 5   | 16  | 7   | 4      | 58     | 6   | Ret4      | 8   | 3   | 409     |
| 3      | Ferrari                      | 16    | Ret | 7   | Ret | 3P 22 | 7   | 6   | 11  | 4   | 2      | 9   | 7   | 3P 55 | Ret | 4   | 4   | 4   | 5      | DSQP 3 | 3P  | DNS5      | 2P  | 2   | 406     |
| 3      | Ferrari                      | 55    | 4   | 6   | 12  | 5     | 5   | 8   | 5   | 5   | 63     | 10  | 8   | Ret4  | 5   | 3P  | 1P  | 6   | DNS6   | 36     | 4   | 68        | 6   | 18  | 406     |
| 4      | McLaren-Mercedes             | 4     | 17  | 17  | 6   | 9     | 17  | 9   | 17  | 13  | 4      | 2   | 2   | 76    | 7   | 8   | 2   | 2   | 3      | 24     | 5   | 2{{{3}}}2 | Ret | 5   | 302     |
| 4      | McLaren-Mercedes             | 81    | Ret | 15  | 8   | 11    | 19  | 10  | 13  | 11  | 16     | 4   | 5   | Ret2  | 9   | 12F | 7   | 3   | 21     | Ret    | 8   | 14        | 10F | 6   | 302     |
| 5      | Aston Martin Aramco-Mercedes | 14    | 3   | 3   | 3   | 46    | 3   | 2   | 7   | 2   | 5      | 7   | 9   | 5     | 2F  | 9   | 15  | 8   | 68     | Ret    | Ret | 3         | 9   | 7   | 280     |
| 5      | Aston Martin Aramco-Mercedes | 18    | 6   | Ret | 4   | 78    | 12  | Ret | 6   | 9   | 94     | 14  | 10  | 9     | 11  | 16  | WD  | Ret | 11     | 7      | 17  | 5         | 5   | 10  | 280     |
| 6      | Alpine-Renault               | 10    | 9   | 9   | 13  | 14    | 8   | 7   | 10  | 12  | 10     | 18  | Ret | 113   | 3   | 15  | 6   | 10  | 12     | 67     | 11  | 7         | 11  | 13  | 120     |
| 6      | Alpine-Renault               | 31    | Ret | 8   | 14  | 15    | 9   | 3   | 8   | 8   | 147    | Ret | Ret | 8     | 10  | Ret | Ret | 9   | 7      | Ret    | 10  | 10        | 4   | 12  | 120     |
| 7      | Williams-Mercedes            | 2     | 12  | 16  | 16  | 16    | 20  | 18  | 20  | Ret | 13     | 11  | 11  | 17    | Ret | 13  | 14  | Ret | Ret    | 10     | 16  | 11        | 16  | 16  | 28      |
| 7      | Williams-Mercedes            | 23    | 10  | Ret | Ret | 12    | 14  | 14  | 16  | 7   | 11     | 8   | 11  | 14    | 8   | 7   | 11  | Ret | 137    | 9      | 9   | Ret       | 12  | 14  | 28      |
| 8      | AlphaTauri-Honda RBPT        | 21    | 14  | 14  | 15  | Ret   | 18  | 12  | 14  | 18  | 17     | 17  |     |       |     |     |     |     |        |        |     |           |     |     | 25      |
| 8      | AlphaTauri-Honda RBPT        | 3     |     |     |     |       |     |     |     |     |        |     | 13  | 16    | WD  |     |     |     |        | 15     | 7   | 13        | 14  | 11  | 25      |
| 8      | AlphaTauri-Honda RBPT        | 40    |     |     |     |       |     |     |     |     |        |     |     |       | 13  | 11  | 9   | 11  | 17     |        |     |           |     |     | 25      |
| 8      | AlphaTauri-Honda RBPT        | 22    | 11  | 11  | 10  | 10    | 11  | 15  | 12  | 14  | 19     | 16  | 15  | 10    | 15  | DNS | Ret | 12  | 15     | 8F     | 12  | 96        | 18  | 8   | 25      |
| 9      | Alfa Romeo-Ferrari           | 24    | 16F | 13  | 9   | Ret   | 16  | 13  | 9   | 16  | 12     | 15  | 16  | 13    | Ret | 14  | 12  | 13  | 8      | 13     | 14  | Ret       | 15  | 17  | 16      |
| 9      | Alfa Romeo-Ferrari           | 77    | 8   | 18  | 11  | 18    | 13  | 11  | 19  | 10  | 15     | 12  | 12  | 12    | 14  | 10  | Ret | Ret | 9      | 12     | 15  | Ret       | 17  | 19  | 16      |
| 10     | Haas-Ferrari                 | 20    | 13  | 10  | 17  | 13    | 10  | 19  | 18  | 17  | 18     | Ret | 17  | 15    | 16  | 18  | 10  | 15  | 14     | 14     | Ret | Ret       | 13  | 20  | 12      |
| 10     | Haas-Ferrari                 | 27    | 15  | 12  | 7   | 17    | 15  | 17  | 15  | 15  | Ret6   | 13  | 14  | 18    | 12  | 17  | 13  | 14  | 16     | 11     | 13  | 12        | 19  | 15  | 12      |

Chú thích
- – Tay đua không hoàn thành toàn bộ cuộc đua nhưng được xếp hạng vì đã hoàn thành hơn 90% của cuộc đua.

Chú thích mở rộng cho các bảng trên
| Chú thích                | Chú thích                                |
| Màu                      | Ý nghĩa                                  |
| ------------------------ | ---------------------------------------- |
| Vàng                     | Chiến thắng                              |
| Bạc                      | Hạng 2                                   |
| Đồng                     | Hạng 3                                   |
| Xanh lá                  | Các vị trí ghi điểm khác                 |
| Xanh dương               | Được xếp hạng                            |
| Xanh dương               | Không xếp hạng, có hoàn thành (NC)       |
| Tím                      | Không xếp hạng, bỏ cuộc (Ret)            |
| Đỏ                       | Không phân hạng (DNQ)                    |
| Đen                      | Bị loại khỏi kết quả (DSQ)               |
| Trắng                    | Không xuất phát (DNS)                    |
| Trắng                    | Chặng đua bị hủy (C)                     |
|                          | Không đua thử (DNP)                      |
| Loại trừ (EX)            |                                          |
| Không đến (DNA)          |                                          |
| Rút lui (WD)             |                                          |
| Không tham gia (ô trống) |                                          |
| Ghi chú                  | Ý nghĩa                                  |
| P                        | Giành vị trí pole                        |
| Số mũ cao                | Vị trí giành điểm tại chặng đua nước rút |
| F                        | Vòng đua nhanh nhất                      |